# Trampe (cykelelevator)
 For alternative betydninger, se Trampe (flertydig). (Se også artikler, som begynder med Trampe)
Trampe er en cykelelevator placeret op langs Brubakken i Trondheim, Norge. Ved åbningen i august 1993 var det den første og eneste cykelelevator i verden. Trampe fragter årlig 20–30.000 cyklister op ad bakken, og op til fem personer kan benytte elevatoren samtidig. En ny og forbedret udgave af elevatoren blev installeret i 2013, med åbningstider fra kl. 07.00-20.00 hver dag i sommerhalvåret. Trampe er blevet en større turistattraktion i Trondheim på grund af sin sjældenhed. Cykelelevatoren går op ad en særlig stejl bakke i Trondheim med en hældning på 20 %, og blev anlagt for at øge brugen af cykler i byen.
Ved foden af Trampe går Gamle Bybro, der går over Nidelven.

## Historie
Prototypen blev opfundet og bygget af Jarle Wanvik i 1993. Elevatoren blev officielt indviet d. 18. august samme år i Brubakken i Bakklandet i Trondheim. I 2010 blev den imidlertid lukket af sikkerhedsgrunde som følge af slitage. Trampe blev derefter demonteret i 2012, før en ny og forbedret så dagens lys 1. juni 2013 til en pris af 6,5 millioner NOK, finansieret af Miljøpakken. Trampe er nu gratis at bruge, efter at man oprindeligt skulle betale for at benytte den. Den nye version blev produceret af det franske firma Skirail, der markedsfører cykelelevatoren under varemærket CycloCable efter at Jarle Wanvik i 2008 indgik et samarbejde med den franske Poma-gruppen.

## Brug
Tidligere skulle man købe eller leje et nøglekort, som kostede 100 NOK. Kortet gav adgang til et ubegrænset antal ture med Trampe. Med installationen af den forbedrede elevator er den blevet gratis at benytte.
Ved brug sættes højre fod på startpunktet (mens venstre fod forbliver på cykelpedalen) og startknappen trykkes ind. Elevatoren har to hastigheder; én for nybegyndere og én for erfarne brugere. Efter få sekunder skubbes brugeren fremad på den fodplade som kommer frem. En typisk fejl blandt turister og førstegangsbrugere har været, at de ikke holder højre ben udstrakt og bøjer sig forover. Dette gør det vanskeligt at holde balancen og kan resultere i, at de falder af. Såfremt nogen falder af vil den fjederbelastede fodplade forsvinde ned i bakken.
I sommerhalvåret bliver Trampe brugt af både pendlere og turister.